# Isaac López Pérez
Isaac López Pérez (Granada, 25 d'agost de 1978) va ser un jugador de bàsquet espanyol que ocupava la posició d'escorta. El seu darrer club va ser el Club Baloncesto Atapuerca, equip de la ja desaparescuda LEB Or.
La temporada 2012/13, sent jugador del Ford Burgos, va rebre el premi al jugador més valuós de la Copa Príncep d'Astúries, aconseguint a la final 17 punts i 6 rebots.

## Trajectòria
Categories inferiors. CB Granada
- 1996-97. Egabrense. EBA.
- 1997-98. Bàsquet Ferroser Ponferrada. EBA.
- 1998-99. Plasencia. EBA.
- 1999-00. CB El Ejido. EBA.
- 2000-02. Plasencia Galco. LEB 2.
- 2002-03. CB Ourense. Leb Or.
- 2003-05. Ciudad de Huelva. LEB Or.
- 2005-07. Alerta Cantabria. LEB Or.
- 2005-07. Alerta Cantàbria. Leb Or.
- 2007-08. Bruesa GBC. Leb Or.
- 2008-09. Bruesa GBC. ACB.
- 2009-11. CB Valladolid ACB.
- 2012-13. Ford Burgos. Leb Or.[2]